# Dolmen de la Serre
Le dolmen de la Serre est un dolmen situé sur la commune de Goutrens, dans le département français de l'Aveyron.

## Protection
L'édifice est inscrit au titre des monuments historiques en 1994.